# Kiti (distrikt)
Kiti (persiska: کیتی), eller Wuluswali-ye Kiti (ولسوالی کیتی), är ett distrikt i centrala Afghanistan, i provinsen Daykondi. Administrativ huvudort är Kiti.
Distriktet beräknades år 2022 ha omkring 58 000 invånare.